# Voyager 1
Pour l’article homonyme, voir Voyager.
Voyager 1 est une sonde spatiale, jumelle de Voyager 2, du programme spatial Voyager de la NASA. Lancée le 5 septembre 1977, elle est destinée à l'étude des planètes externes du Système solaire, qui n'ont avant elles été observées qu'au moyen de télescopes situés sur Terre, notamment les systèmes de Jupiter et de Saturne.
Voyager 1 et 2 sont à l'origine d'un grand nombre de découvertes sur le Système solaire, remettant parfois en question ou affinant les modèles théoriques existants et, à ce titre, sont parmi les missions spatiales les plus fructueuses de l'agence spatiale américaine. Parmi les résultats les plus remarquables figurent le fonctionnement complexe de la Grande Tache rouge de Jupiter, la première observation des anneaux de Jupiter, la découverte du volcanisme sur Io, la structure étrange de la surface d'Europe, la composition de l'atmosphère de Titan, la structure inattendue des anneaux de Saturne ainsi que la découverte de plusieurs petites lunes de Jupiter et de Saturne. La sonde est aussi à l'origine de la célèbre photographie Un point bleu pâle (Pale Blue Dot en anglais) de la planète Terre, prise en 1990 à une distance de 6,4 milliards de kilomètres, ce qui en a fait la photographie la plus lointaine jamais prise pendant 27 ans.
La sonde spatiale fait preuve d'une grande longévité, disposant toujours en 2024 d'instruments opérationnels qui collectent des données scientifiques sur le milieu traversé. Elle quitte en août 2012 l'héliosphère et progresse depuis dans le milieu interstellaire, même si à compter de 2020, les instruments sont progressivement arrêtés pour faire face à l'affaiblissement de sa source d'énergie électrique. Au 29 janvier 2025, la sonde se situe à environ 25 milliards de kilomètres (167 unités astronomiques) de la Terre, ce qui en fait l'objet d'origine humaine le plus éloigné de son origine, porteur du message de l'humanité Voyager Golden Record vers l'Univers.

## ProgrammeVoyager
Voyager 1 est, avec Voyager 2, l'une des deux sondes composant le programme Voyager. Ce programme spatial est mis en place par l'agence spatiale américaine (NASA), pour explorer les planètes externes (Jupiter, Saturne et au-delà) qui n'ont jusque-là pas été étudiées du fait de la complexité technique d'un tel projet. L'agence spatiale souhaite profiter d'une conjonction exceptionnelle des planètes extérieures qui ne se reproduit que tous les 176 ans et qui doit permettre aux sondes de survoler plusieurs des planètes pratiquement sans dépenser de carburant, en utilisant l'assistance gravitationnelle des objets précédemment visités. Après avoir renoncé pour des raisons budgétaires à un projet très ambitieux, la NASA parvient à construire deux engins parfaitement adaptés à ce programme complexe, comme vont le prouver la longévité et la qualité du matériel scientifique récolté par les deux sondes. Le projet est lancé officiellement le 1er juillet 1972 et la fabrication des sondes spatiales démarre en mars 1975 avec l'achèvement de la phase de conception. Les sondes Pioneer 10 (lancée en 1972) et 11 (1973), chargées de reconnaître le parcours, apportent des informations vitales sur la forme et l'intensité du rayonnement autour de la planète Jupiter qui sont prises en compte dans la conception des Voyager.

### Objectifs

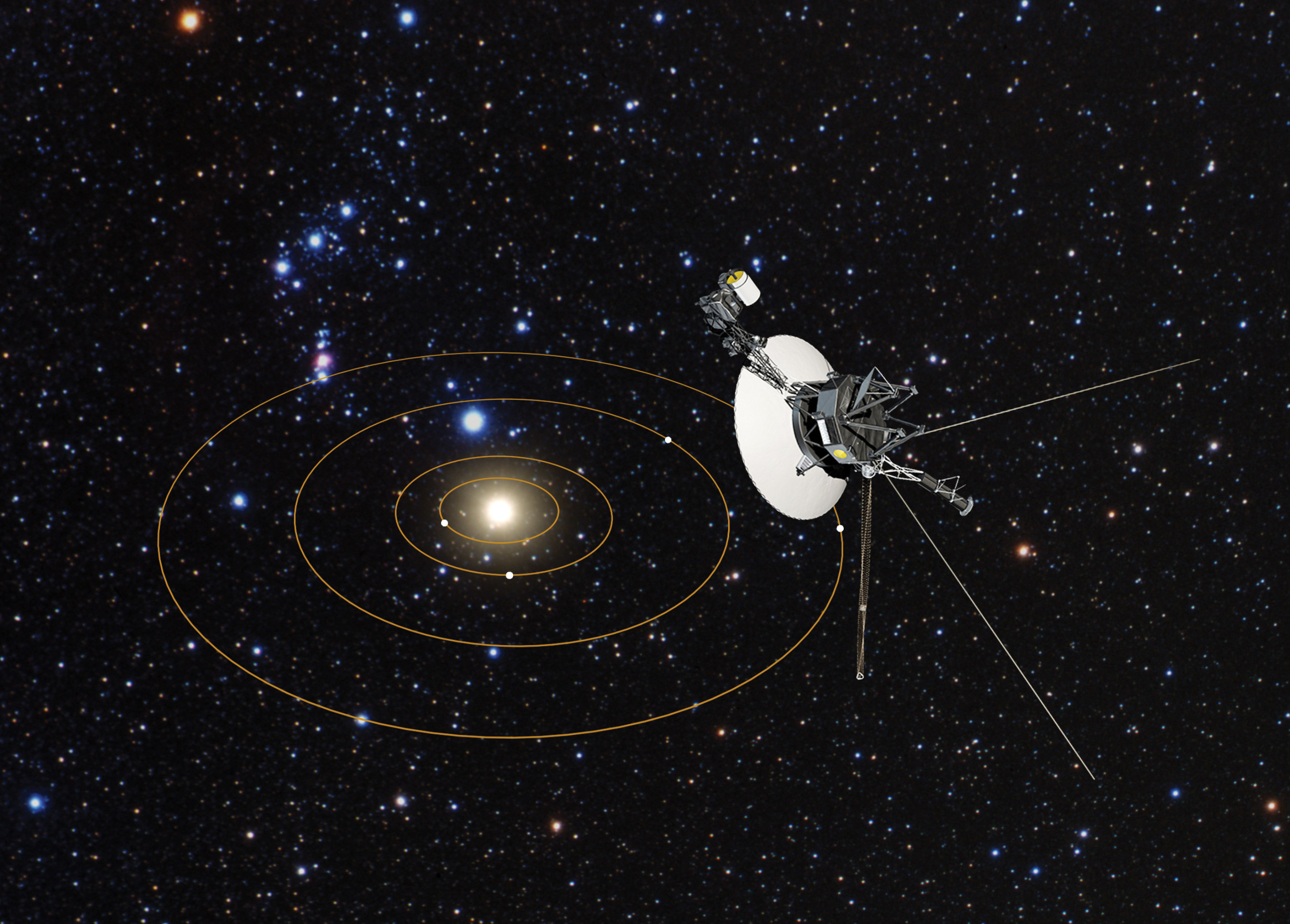
Vue d'artiste de Voyager 1.

L'objectif du programme Voyager est de collecter des données scientifiques sur les planètes externes (Jupiter, Saturne, Uranus et Neptune) qui à l'époque sont pratiquement inexplorées : seules Pioneer 10 et 11, des sondes légères développées pour servir d'éclaireurs aux sondes Voyager mais disposant de peu d'instruments, se sont jusqu'à présent approchées de Jupiter et Saturne. L'objectif principal assigné aux deux sondes est de recueillir des données permettant de mieux connaître les deux planètes géantes, leur magnétosphère et leurs satellites naturels. Ces derniers, qui sont pour certains de la taille d'une planète, sont très mal connus. L'étude de la lune Titan, dont on sait déjà à l'époque qu'elle possède une atmosphère évoluée, est jugée aussi importante que l'exploration de Saturne, sa planète mère. Enfin, le recueil des données sur les deux autres planètes géantes du Système solaire, Uranus et Neptune, sur lesquelles très peu d'informations sont acquises du fait de leur éloignement, constitue un objectif majeur dans la mesure où l'étude de Jupiter et Saturne a pu être menée à bien.
Voyager 1, qui précède sa sonde jumelle, a pour objectif initial d'explorer Jupiter et Saturne. Elle doit achever sa mission d'exploration par le survol à faible distance de Titan, la principale lune de Saturne. Mais elle doit, pour y parvenir, effectuer une manœuvre qui lui fait quitter le plan de l'écliptique, excluant toute possibilité d'explorer une autre planète extérieure. Le survol et l'étude d'Uranus et Neptune sont donc confiés à Voyager 2. Pour passer de Jupiter à Saturne, la sonde utilise l'assistance gravitationnelle de la première planète qui lui fournit une accélération importante tout en la plaçant dans la direction de la seconde.
Compte tenu de leur bon état de fonctionnement à l'issue de leur mission primaire en 1989, de nouveaux objectifs ont été fixés aux sondes spatiales après leur survol des planètes externes. La mission VIM (Voyager Interstellar Mission) a pour objectif l'étude des régions très mal connues situées aux limites de la zone d'influence du Soleil. Sont distingués le choc terminal et l'héliopause avant de déboucher, une fois l'héliogaine traversée, dans le milieu interstellaire dont les caractéristiques ne dépendent plus de notre étoile.

## Caractéristiques techniques
Voyager 1 est une sonde de 825,5 kilogrammes (ergols compris) dont la partie centrale est constituée par un cylindre aplati en aluminium à dix facettes latérales d'un diamètre de 188 centimètres et d'une hauteur de 47 centimètres. Cette structure contient l'essentiel de l'électronique protégée par un blindage ainsi qu'un réservoir dans lequel est stocké l'hydrazine utilisée pour la propulsion. Une antenne parabolique à grand gain fixe de 3,66 mètres de diamètre est attachée sur le sommet du cylindre. Sa grande taille permet un débit exceptionnel de 7,2 kilobits par seconde en bande X au niveau de l'orbite de Jupiter et compense en partie l'affaiblissement du signal au niveau de l'orbite de Saturne. Voyager 1 dispose de seize petits propulseurs redondants brûlant de l'hydrazine et utilisés à la fois pour les modifications de trajectoire et pour les changements ou corrections d'orientation. La quantité d'ergols embarquée permet un changement de vitesse cumulé très modeste de 190 mètres par seconde sur l'ensemble de la mission. Trois perches fixées sur le corps de la sonde et déployées en orbite servent de support à différents équipements et instruments scientifiques. Sur l'une d'elles sont fixés les trois générateurs thermoélectriques à radioisotope (RTG) qui fournissent l'énergie (470 watts au départ de la Terre) à la sonde spatiale. En effet l'énergie solaire disponible au niveau des planètes externes ne permet pas d'utiliser des panneaux solaires photovoltaïques. Les instruments scientifiques sont fixés sur une perche longue de 2,3 mètres située à l'opposé des RTG pour limiter l'incidence du rayonnement émis par la désintégration radioactive du plutonium 238 sur les mesures. Les instruments de télédétection (caméras ISS, spectromètres IRIS et UVS et photopolarimètre PPS) sont installés sur une plateforme orientable avec deux degrés de liberté. D'autres instruments de mesure in situ (CRS, PLS, LECP) sont fixés directement sur la perche. Les magnétomètres sont installés sur la troisième perche de 13 mètres de long pour réduire l'influence magnétique du corps de la sonde spatiale. Enfin deux antennes de 10 mètres de long en béryllium et cuivre faisant un angle de 90 degrés entre elles servent de capteurs pour la mesure des ondes de plasma.
La sonde Voyager 1 est stabilisée sur ses trois axes, ce qui reflète la priorité donnée aux instruments de télédétection, c'est-à-dire à l'étude des planètes et des lunes. L'orientation de la sonde est contrôlée à l'aide de deux capteurs : un viseur d'étoiles et un capteur solaire installé sur l'antenne parabolique. Lorsque l'étoile visée s'écarte du champ de vision du senseur de plus de 0,05°, les moteurs-fusées effectuent automatiquement une correction. Pour de courtes périodes (quelques jours) le contrôle de l'orientation est confié à un ensemble de gyroscopes, par exemple lorsque le Soleil est masqué ou durant les corrections de trajectoire.

### Instrumentation scientifique

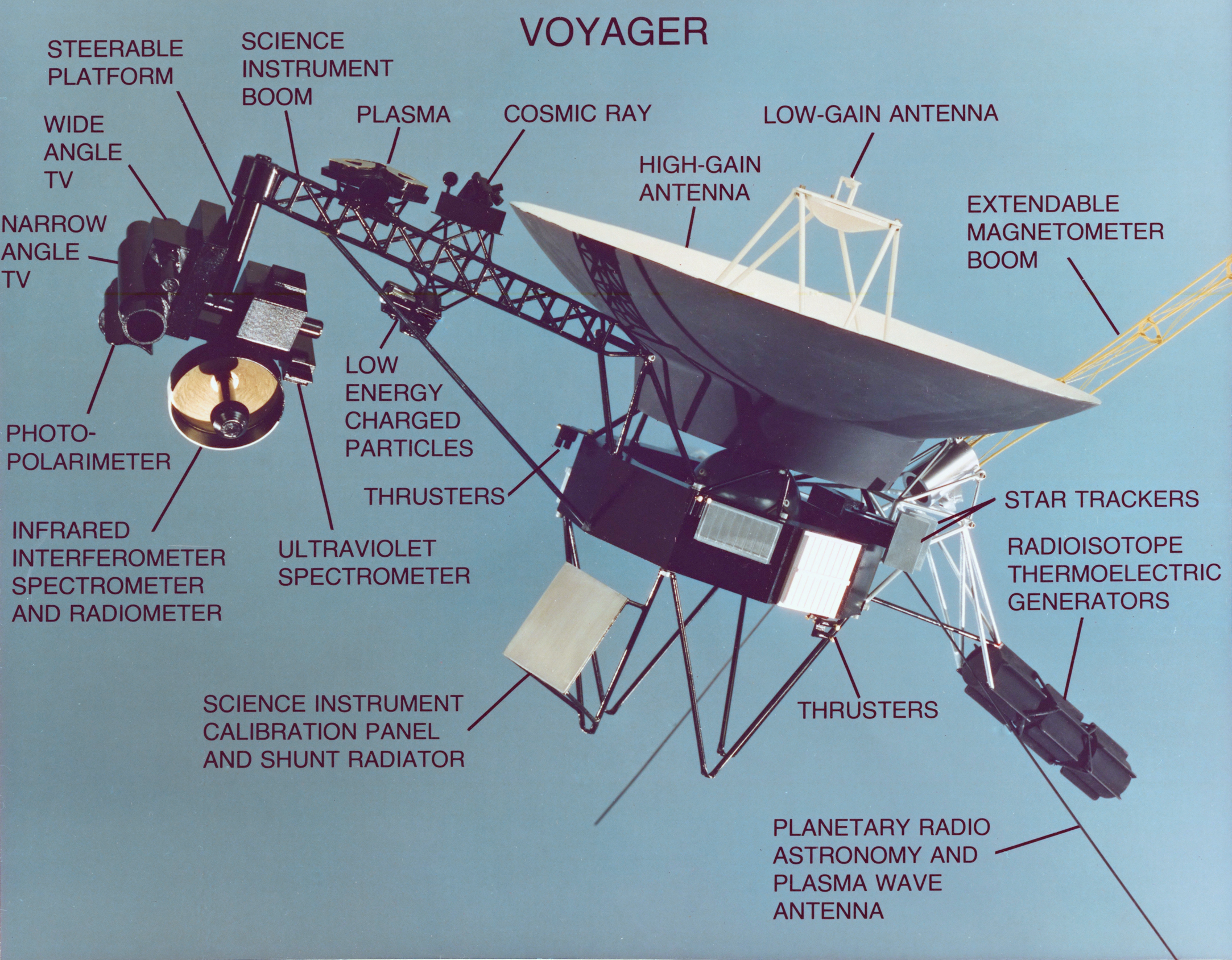
Les composants et instruments des sondes Voyager.

La sonde spatiale emporte onze instruments scientifiques représentant une masse totale de 104,8 kilogrammes répartis entre instruments de télédétection utilisés pour l'observation des planètes et des lunes et instruments de mesure in situ chargés de caractériser le milieu traversé.
Les quatre instruments de télédétection sont :
- les deux caméras couleur à objectif grand angle et standard formant l'ensemble ISS ;
- l'interféromètre, spectromètre, radiomètre infrarouge IRIS qui permet de déterminer la température d'un corps, de repérer la présence de certaines substances dans une atmosphère ou à la surface ;
- le photopolarimètre PPS qui mesure l'intensité et la polarisation de la lumière de huit longueurs d'onde comprises entre 235 et 750 nanomètres ;
- le spectromètre ultraviolet UVS.

Les instruments d'observation du milieu traversé — rayons cosmiques, vent solaire et magnétosphères de Jupiter, Saturne, Uranus et Neptune — sont :
- le détecteur de rayons cosmiques CRS ;
- le détecteur de plasmas PLS ;
- le détecteur de particules à faible énergie LECP ;
- le magnétomètre MAG destiné à mesurer les variations du champ magnétique solaire.

Le récepteur d'ondes émises par les plasmas (PWS) et le récepteur radio astronomique de planète (PRA) sont destinés à l'écoute des signaux radio émis par le Soleil, les planètes, les magnétosphères.

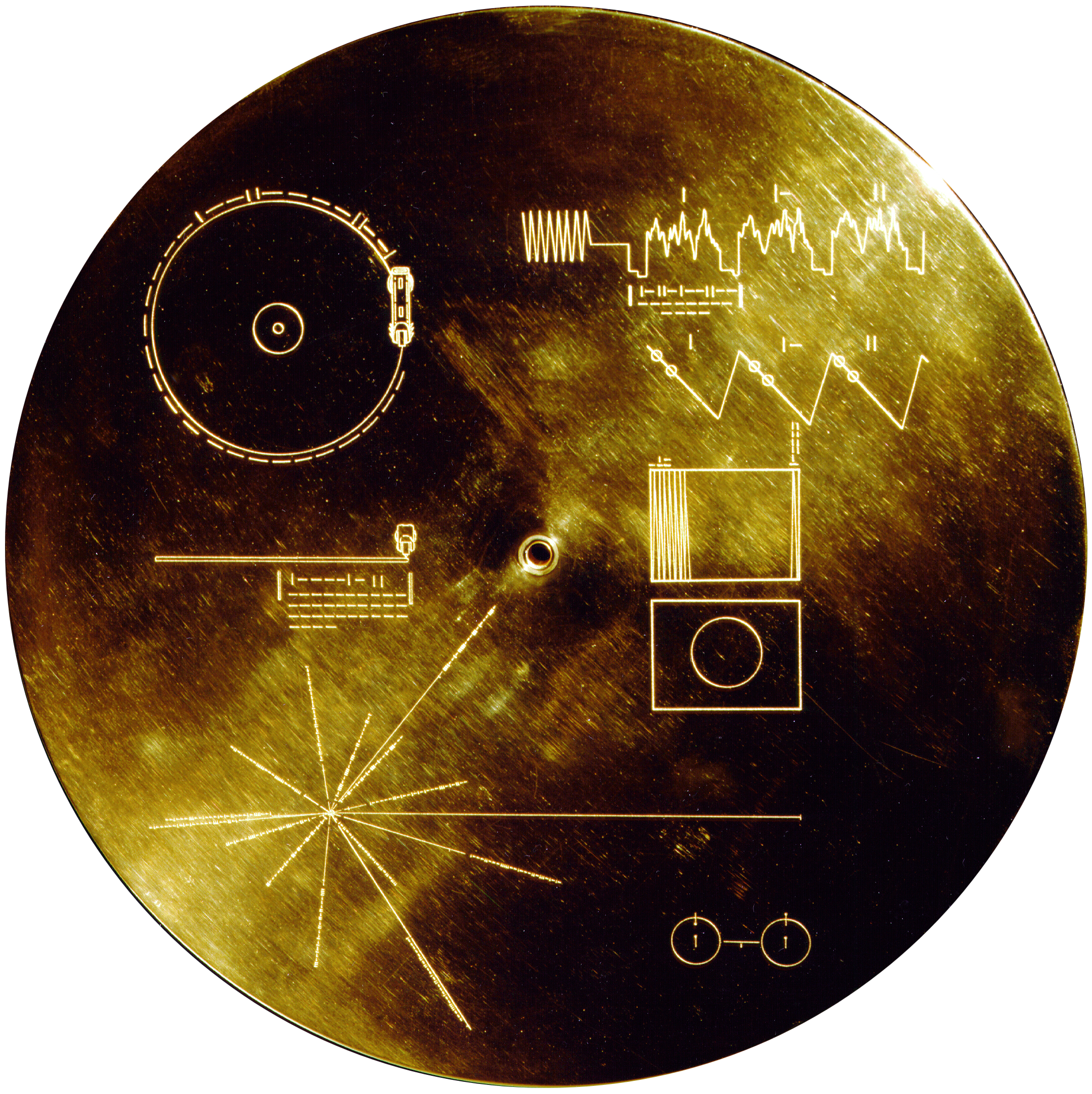
Message Voyager Golden Record de l'humanité vers le milieu interstellaire inconnu.

Voyager 1, qui doit approcher dans environ 42 000 ans un système planétaire voisin, emporte comme Voyager 2, de manière symbolique, un enregistrement de différentes manifestations de l'humanité, intitulé Voyager Golden Record.

## Déroulement de la mission

### Lancement

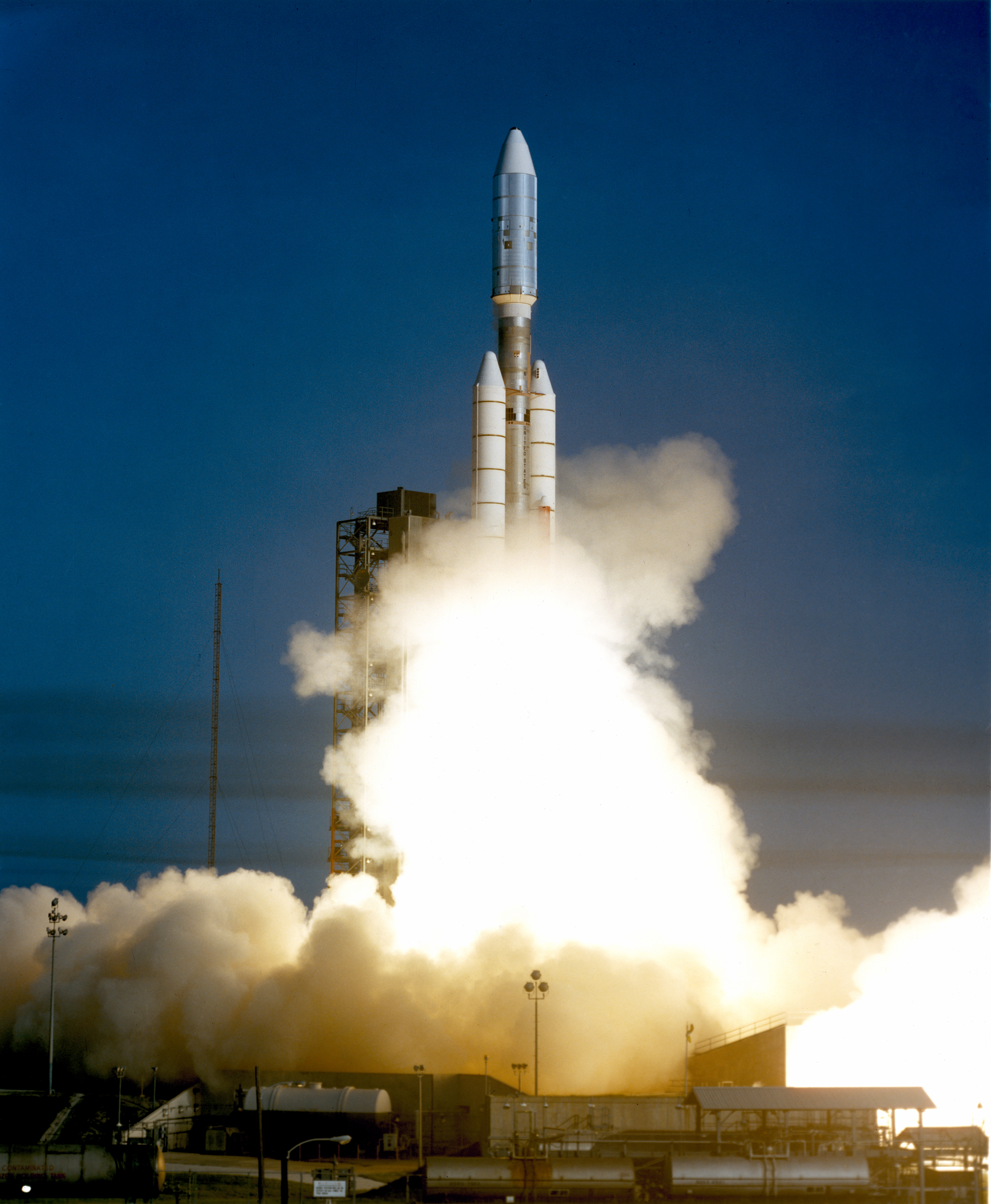
Le lancement de Voyager 1 par une fusée Titan 3E, depuis la base de lancement de Cap Canaveral en Floride.

La sonde Voyager 1 est lancée le 5 septembre 1977 depuis la base de lancement de Cap Canaveral en Floride, par une fusée Titan 3E, trois semaines après sa sonde jumelle. Des petites manœuvres de correction de trajectoire sont effectuées avec les moteurs-fusées 150 jours après le lancement et douze jours avant l'arrivée dans le système jovien. Grâce à une trajectoire plus tendue et à une vitesse plus élevée (15,517 km/s), elle atteint Jupiter quatre mois avant Voyager 2. Cette configuration permet aux scientifiques de disposer d'observations, par les instruments des deux sondes, de l'évolution de l'atmosphère de Jupiter sur une période continue de six mois.

### Survol de Jupiter et de ses lunes (1979)

Approche de Jupiter (durée : 25 jours, 27 millions de kilomètres parcourus).

Voyager 1 commence ses observations de Jupiter 80 jours avant le survol, le 14 décembre 1978, et prend ses premières photographies en janvier 1979 lorsque la distance permet d'obtenir des images des bandes de nuages qui encerclent la planète géante avec une résolution meilleure que celle fournie par les télescopes sur Terre. La sonde spatiale commence à bénéficier d'une couverture permanente du réseau d'antennes de télécommunications de la NASA 30 jours avant son survol de Jupiter. Voyager 1 passe au plus près de la planète géante le 5 mars 1979, à une distance de 349 000 km de son centre (ou 278 000 km de sa surface). 

Animation de la trajectoire de Voyager 1 de septembre 1977 au 31 décembre 1981.
Voyager 1
Soleil
Terre
Jupiter
Saturne

La phase principale des observations scientifiques, qui regroupe l'étude de Jupiter, des lunes galiléennes, des anneaux de Jupiter et de son champ magnétique débute le 4 mars et dure seulement deux jours : le 5 mars Voyager 1 survole à très faible distance (18 460 km) la lune Io puis Ganymède (à 112 030 km) et Europe (à 732 270 km). Le lendemain, la sonde spatiale passe à 123 950 km de Callisto. La phase d'observation de Jupiter s'achève fin avril. À l'issue de ce survol, la sonde spatiale a pris 19 000 photos de Jupiter et de ses cinq lunes principales, les quatre satellites galiléens et Amalthée. En passant à proximité de Jupiter, la vitesse de la sonde augmente à 16 km/s. Environ cinq kilogrammes d'hydrazine sont utilisés pour effectuer une ultime correction de trajectoire avant que Voyager 1 se dirige vers Saturne,.
La principale découverte est celle du volcanisme sur Io. C'est la première fois qu'un phénomène volcanique est observé sur un autre corps céleste que la Terre. Les données collectées permettent de se rendre compte que ce phénomène a une grande influence sur tout le système jovien : les matériaux éjectés par les volcans sont dispersés par le champ magnétique très puissant de Jupiter et constituent l'essentiel de la matière présente dans la magnétosphère de la planète géante. Voyager 1 réalise les premières photographies à faible distance des nuages de Jupiter qui permettent de mettre en évidence la complexité des processus à l’œuvre. La Grande Tache rouge se révèle être une tempête aux dimensions gigantesques se déplaçant dans le sens inverse des aiguilles d'une montre tandis que d'autres tempêtes sont découvertes. Voyager 1 découvre et photographie les anneaux de Jupiter, beaucoup plus ténus que ceux de Saturne. Au sein de ces anneaux, la sonde découvre deux petites lunes : Thébé, d'environ 100 kilomètres de diamètre, est la plus éloignée du groupe des satellites internes de Jupiter, tandis que Métis, environ deux fois plus petite, est la plus interne de ce groupe. Les images d’Europe prises par les caméras de la sonde spatiale montrent un réseau de lignes à la surface de cette lune qui semblent d'origine tectonique. Leur résolution est faible car la sonde spatiale est passée assez loin, mais les photographies prises par la suite par Voyager 2 permettront d'exclure cette origine et seront à l'origine de la théorie de l'océan gelé recouvrant l'ensemble de ce corps céleste,.

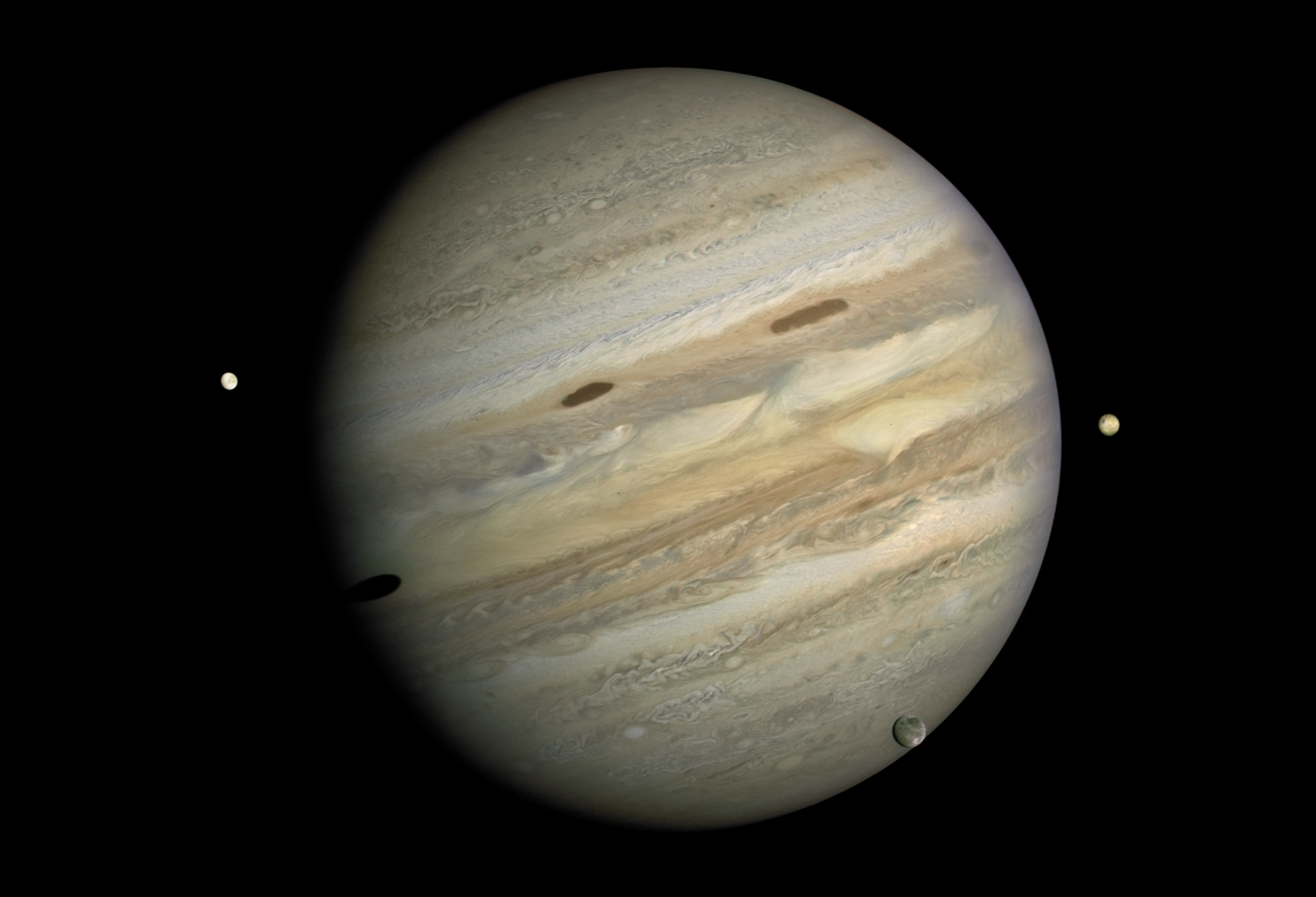
Jupiter et ses lunes Europe (gauche), Ganymède (centre) et  Io (droite).
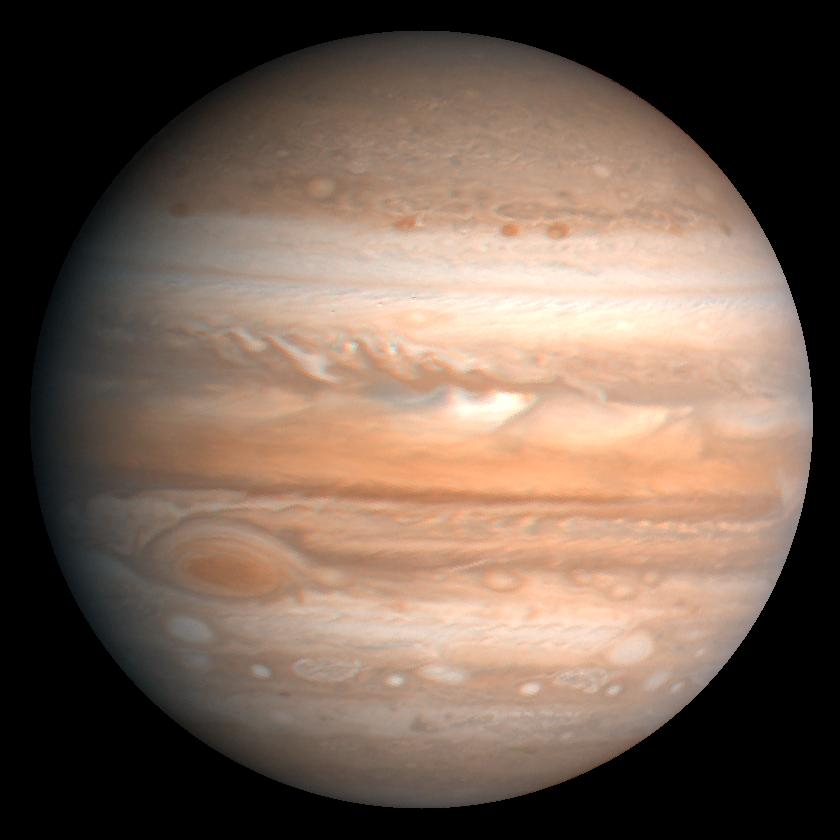
Jupiter en vraies couleurs.
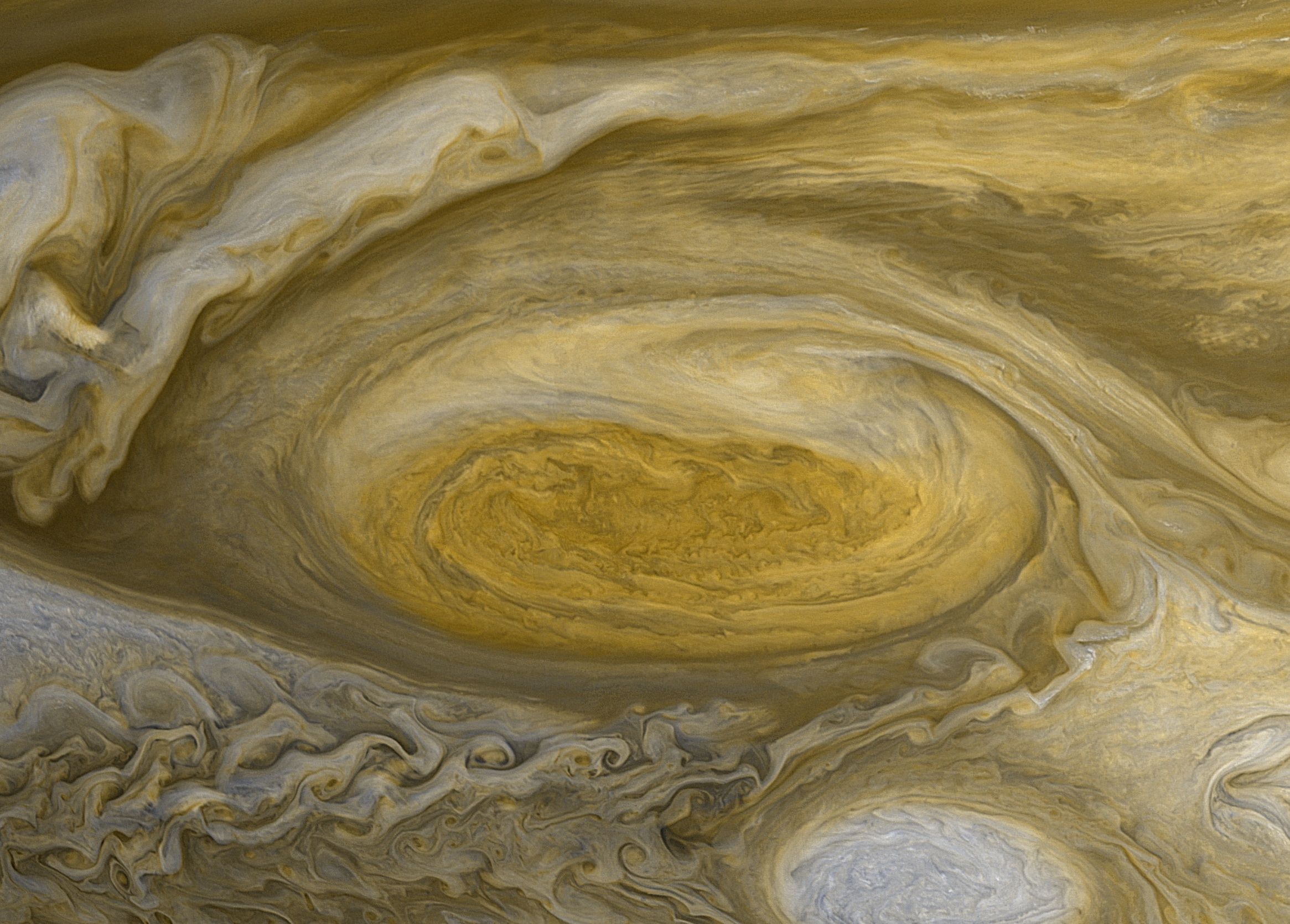
La Grande Tache rouge de Jupiter.
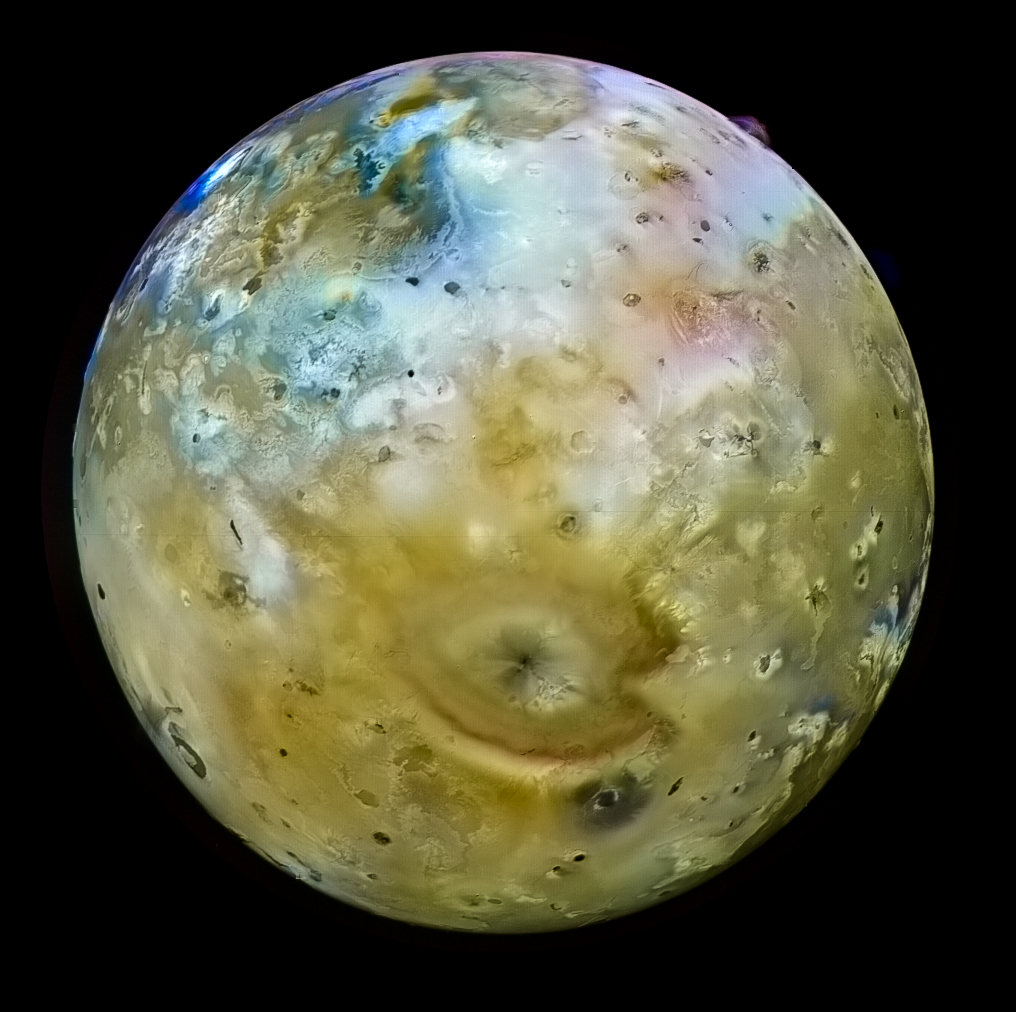
Io.
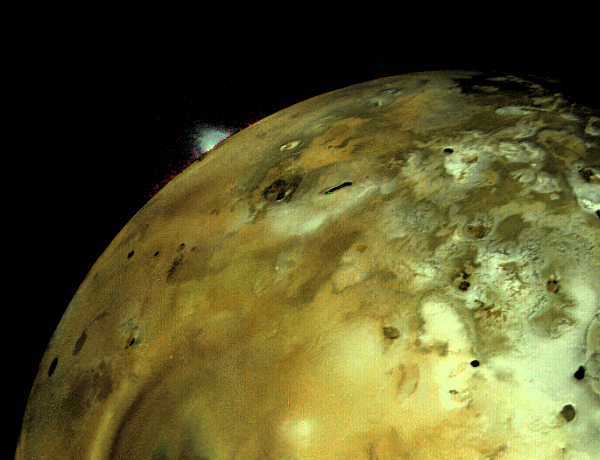
Éruption volcanique sur Io.
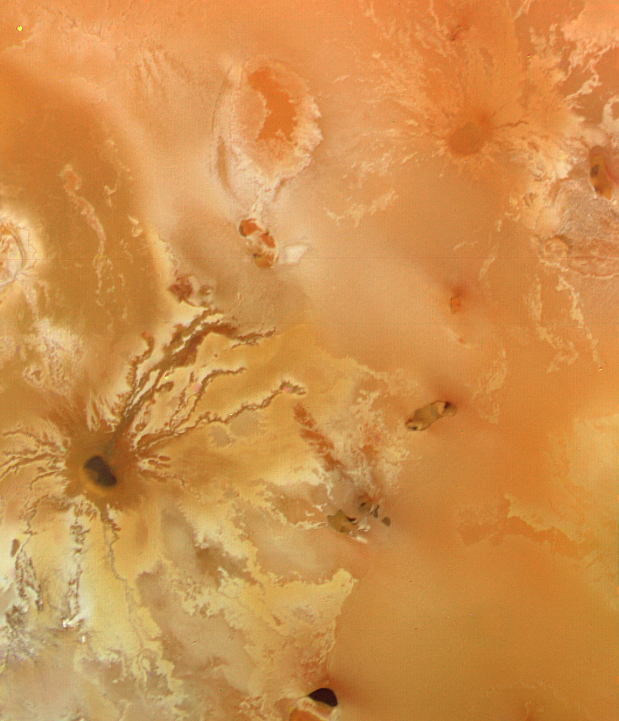
Gros plan sur un volcan actif de Io, montrant des coulées de lave.
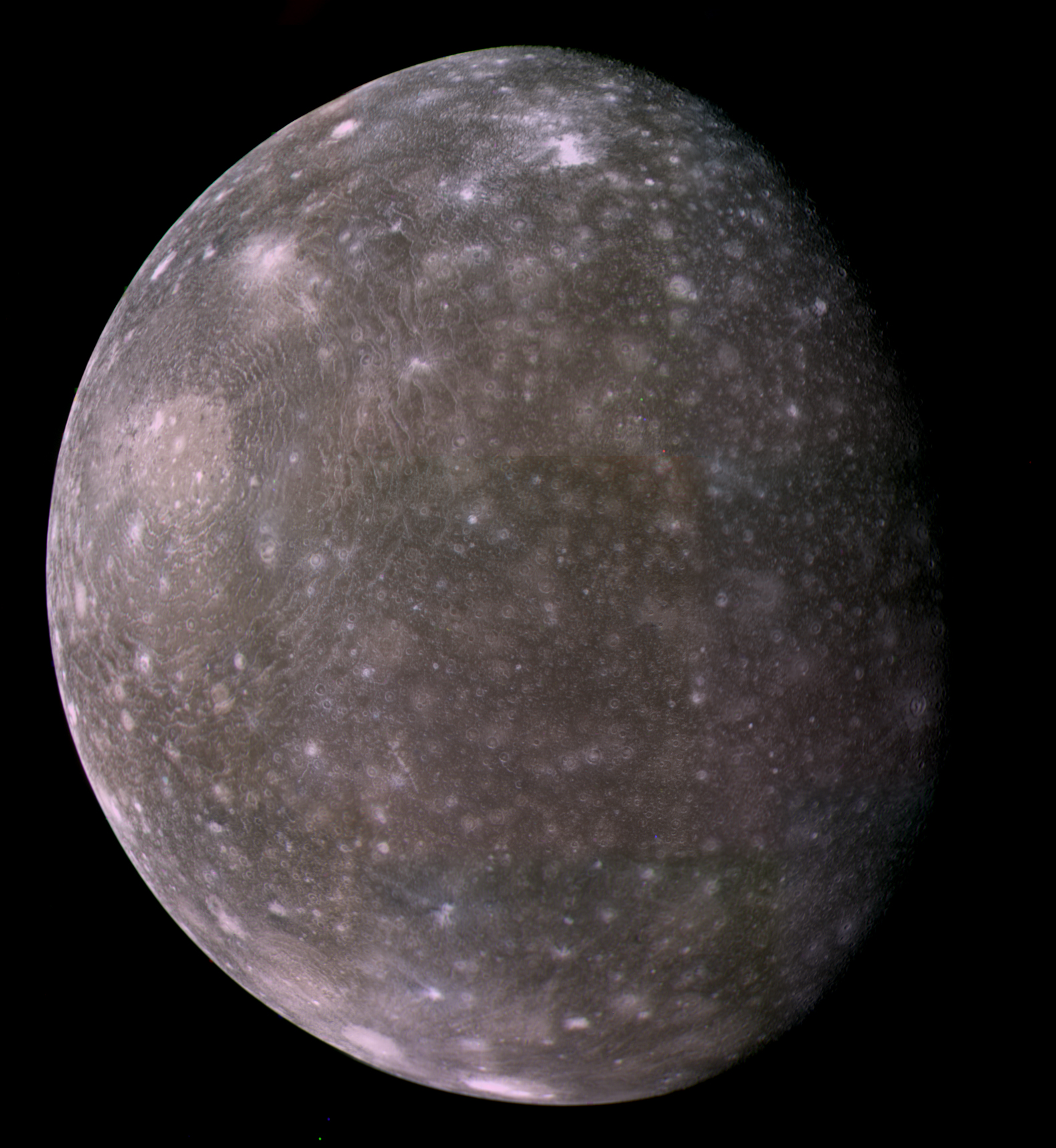
Callisto.
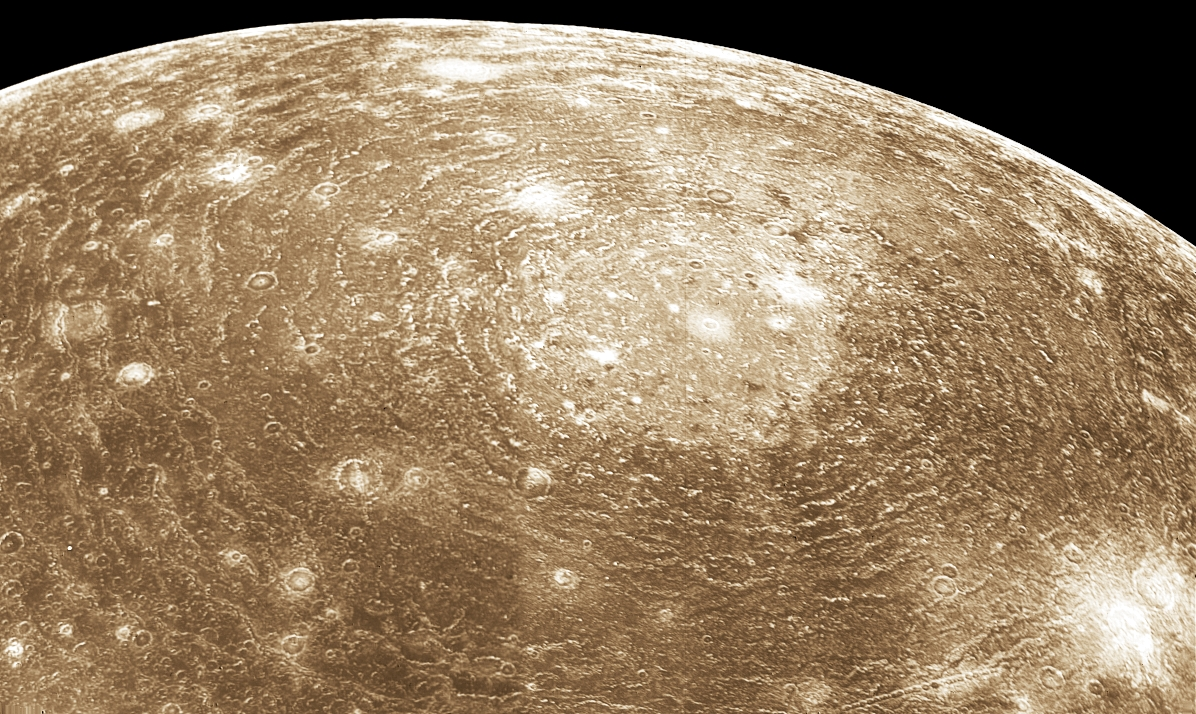
Cratère Valhalla de Callisto.
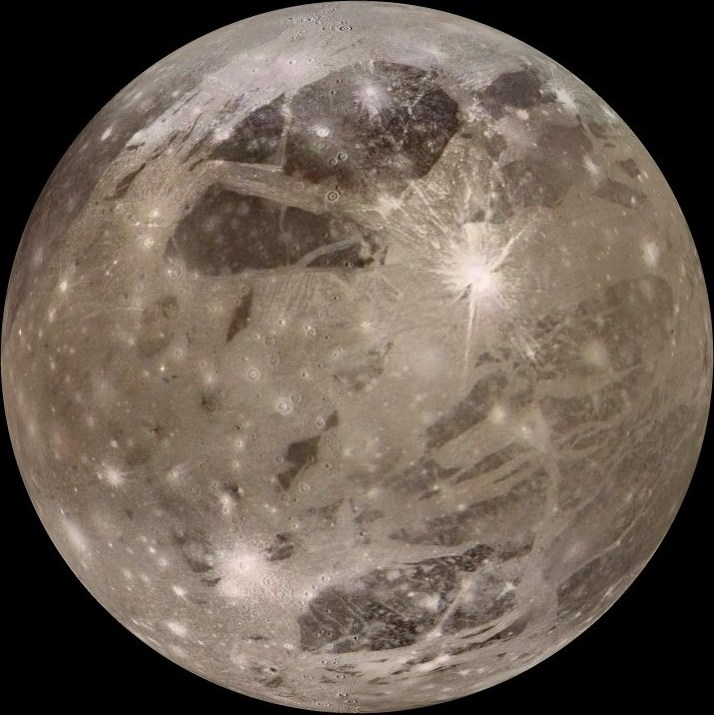
Ganymède.
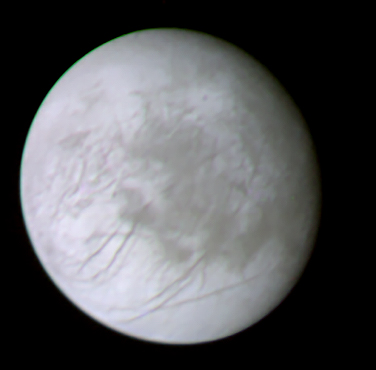
Europe.

### Survol de Saturne et de ses lunes (1980)

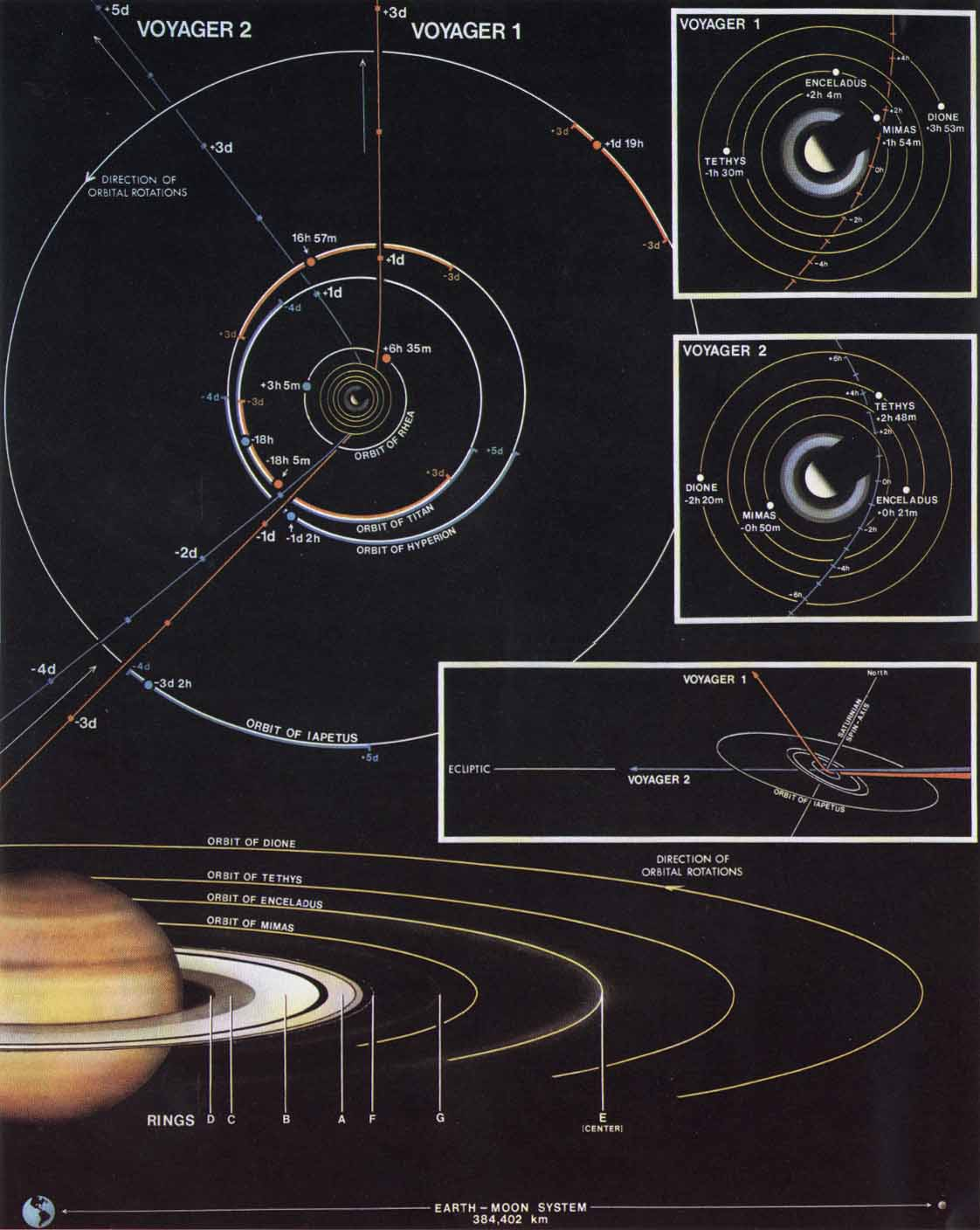
Trajectoires de Voyager 1 et 2 à proximité de Saturne.

Les ingénieurs de la NASA ont dû faire un choix pour le survol de la lune Titan. Voyager 1 pouvait soit explorer Titan à 20 000 km et conserver suffisamment d'ergol pour se diriger ensuite vers Pluton, soit faire une approche à quelque 6 000 km de Titan et abandonner l'étude de Pluton. La NASA a opté pour la deuxième possibilité, en espérant percer l'épaisse couche de nuages.
Le 10 novembre 1980, Voyager 1 pénètre au cœur du système planétaire de Saturne. Le jour suivant, la sonde effectue un survol très rapproché (6 940 km) de la lune Titan, un des corps célestes les plus intéressants du Système solaire. Les scientifiques savaient avant ce survol que Titan possède une atmosphère comportant du méthane et certains d'entre eux ont émis l'hypothèse que des formes de vie sur Titan aient pu se développer dans cet environnement créé par l'effet de serre. Mais bien avant le rendez-vous avec la lune, les photos prises permettent de constater que Titan est entourée d'une couche de nuages continue, opaque en lumière visible, qui ne permet pas de distinguer la surface. Les instruments IRIS et UVS sont utilisés pour déterminer les caractéristiques de l'atmosphère. Des traces d'éthylène et d'autres hydrocarbures sont détectées tandis qu'une température sans doute trop basse pour la vie est mesurée. Après ces observations, Voyager 1 survole le pôle sud de Saturne en passant à 124 000 km de son centre le 12 novembre 1980. Les anneaux et les autres satellites dont l'observation est programmée (Dioné, Mimas et Rhéa) sont tous très proches de la planète géante puisque le survol doit durer, en tout, à peine dix heures : la plateforme orientable porteuse des principaux instruments scientifiques utilisés pour le recueil des données planétaires est programmée pour de rapides changements d'orientation à la limite de ses capacités, mais parvient à exécuter les instructions pré-programmées.

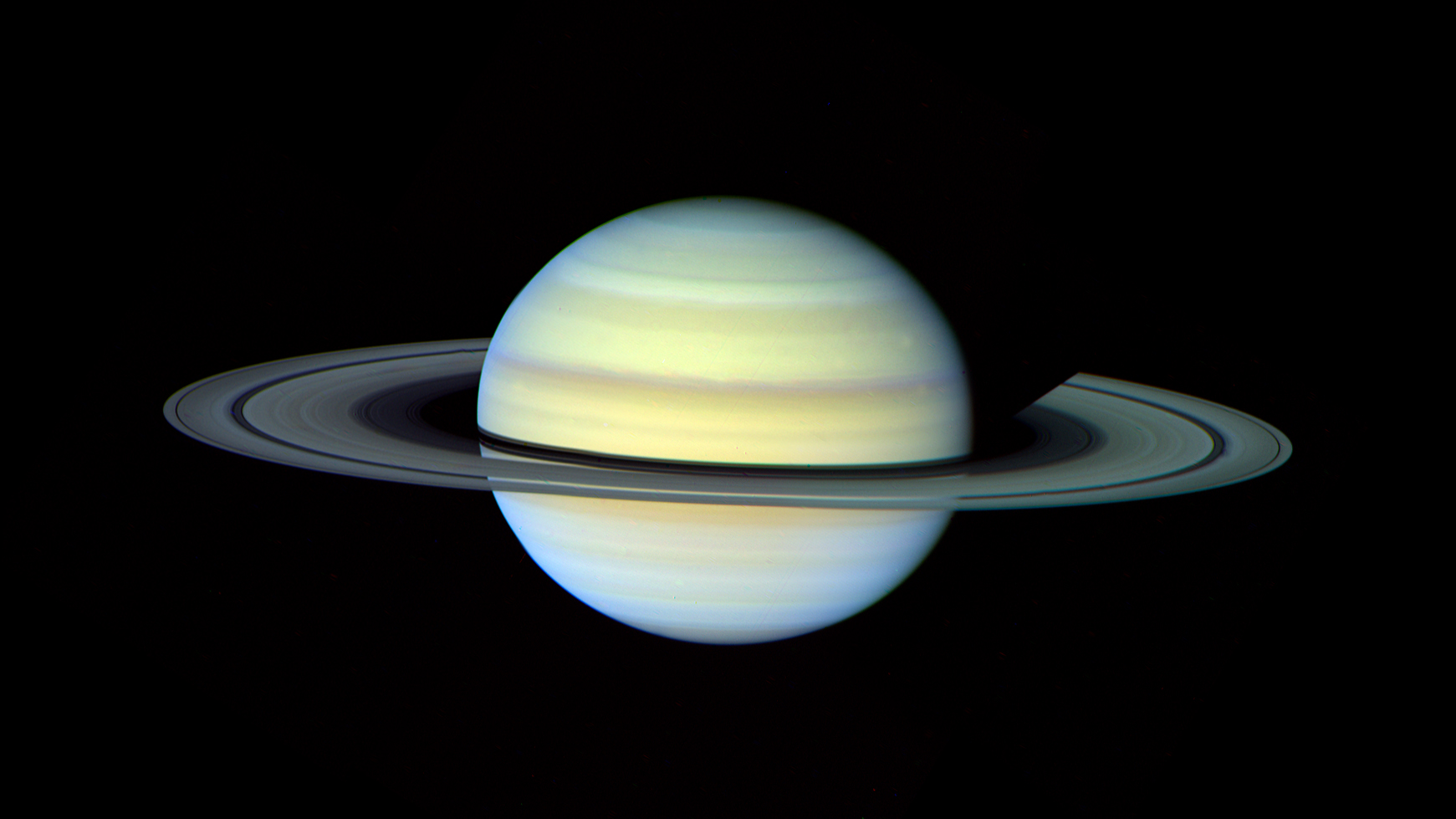
Saturne et ses anneaux.
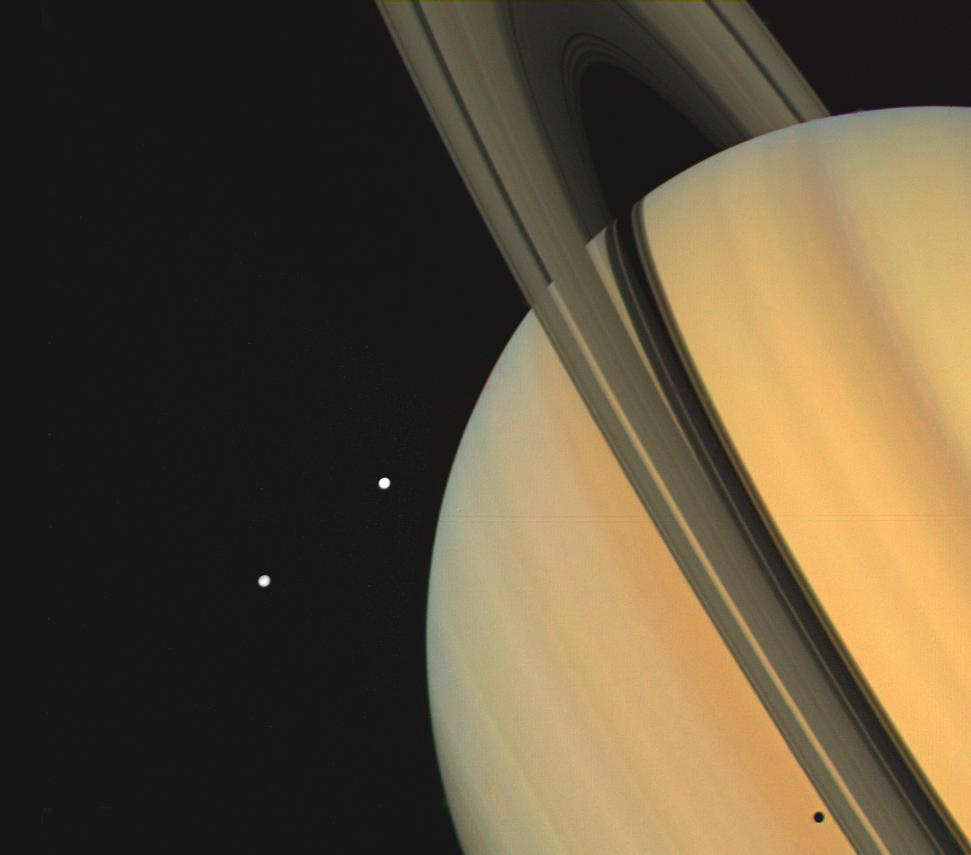
Saturne et ses lunes Tethys et Dioné.
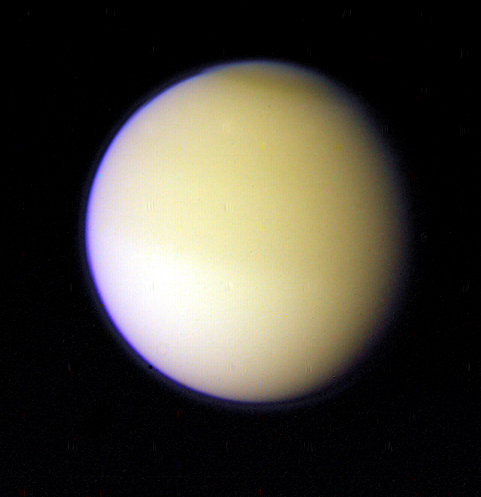
Titan.
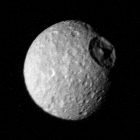
Mimas et le cratère Herschel (en).
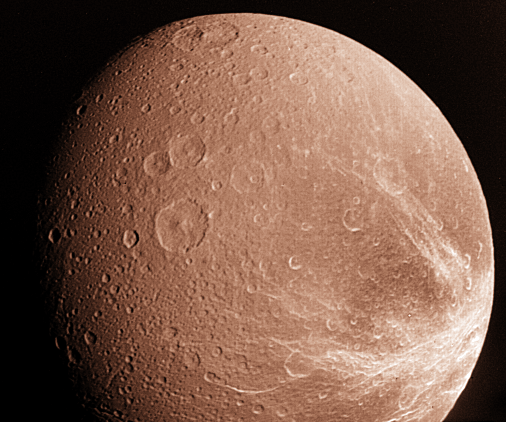
Dioné.
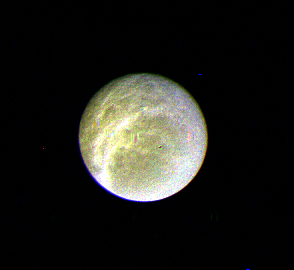
Rhéa.

### Mission interstellaire (depuis 1989)

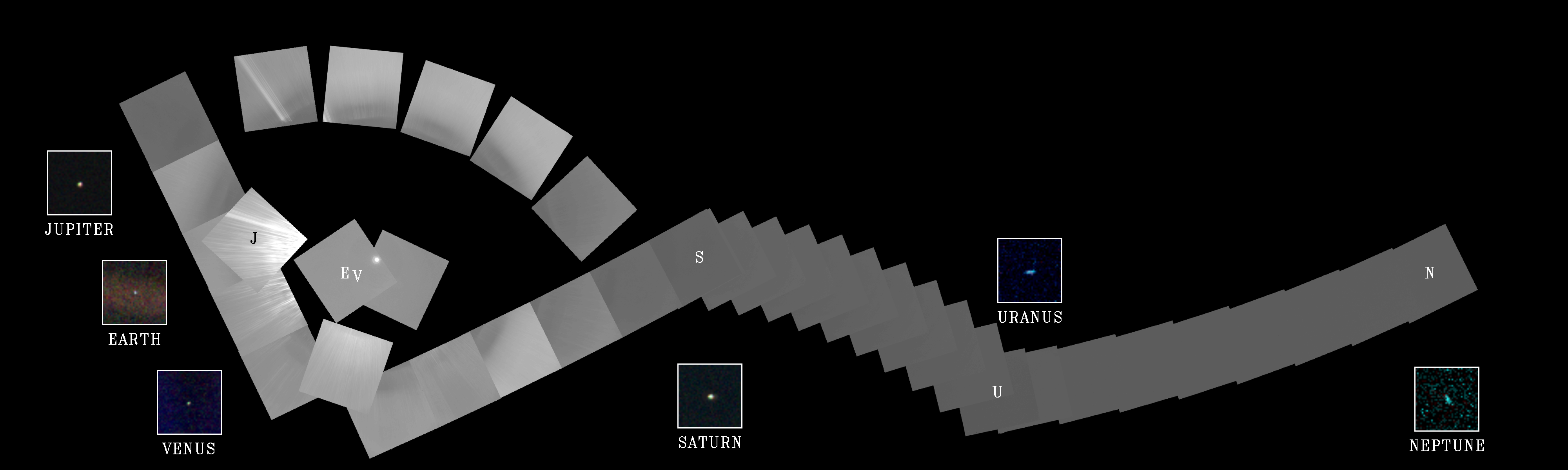
Le « portrait de famille » du système solaire pris par Voyager 1 à une distance de six milliards de kilomètres.

Depuis 1989, la sonde spatiale a entamé une nouvelle mission, baptisée VIM (Voyager Interstellar Mission), consistant à étudier les régions situées aux confins du Système solaire et, après avoir franchi les limites de la zone d'influence du Soleil, à étudier les caractéristiques du milieu interstellaire. Le 14 février 1990, les caméras ISS sont utilisées une dernière fois pour réaliser une mosaïque de 60 photos comprenant six des planètes du Système solaire vues sous un angle inédit. Cette mosaïque, appelée « Portrait de famille », est notamment connue pour l'image qu'elle donne de la Terre qui apparaît, compte tenu de la distance (40,11 au), comme un point bleu pâle à peine visible,.

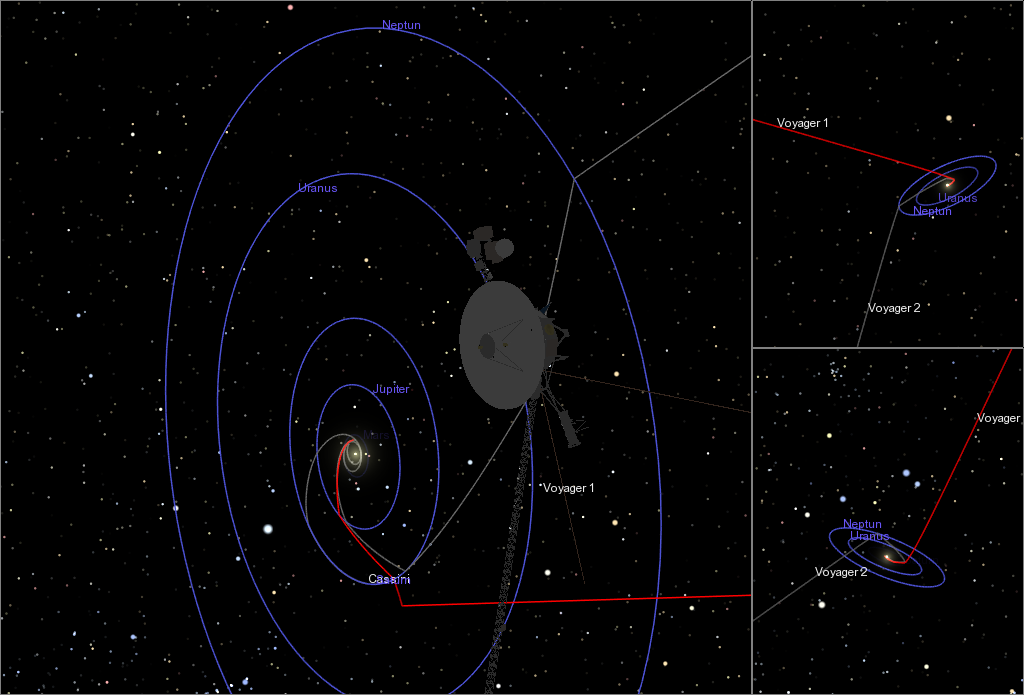
Position de Voyager 1 et 2 le 15 février 2009.

Au cours des années suivantes, des instruments et des équipements sont progressivement éteints pour faire face à la désintégration progressive du plutonium des RTG qui se traduit par une baisse continue de la puissance de 4,2 watts par an (soit 3,7 kWh en moins chaque année). Ainsi en 2023 la puissance résiduelle est de 260 W, soit 55 % par rapport à la puissance initiale de 470 W. Les instruments de télédétection utilisés essentiellement pour observer planètes et lunes ont été les premiers à être mis hors service : les caméras ISS en 1990 et le spectromètre infrarouge IRIS en 1998.

#### Aux confins de l'héliosphère (2010)

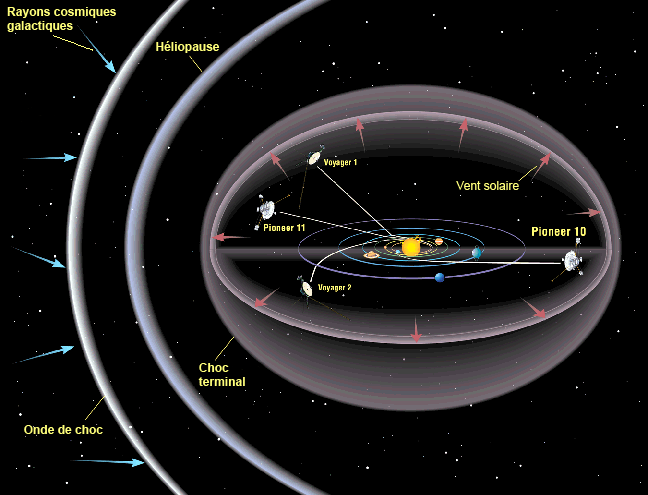
Structure de la zone de l'espace influencée par le Soleil.

Dans sa progression, Voyager 1 quitte le plan de l'écliptique en prenant de l'avance sur Voyager 2 ; elle poursuit sa route vers les confins du Système solaire. Le 17 avril 2010, Voyager 1 se trouve à 112,38 au (16,857 milliards de kilomètres ou 15 h 38 min 32 s heures-lumière) de la Terre. Artefact humain le plus éloigné de la Terre, elle dépasse le « choc terminal », c’est-à-dire quitte la sphère d’influence du vent solaire, pénétrant dans l’héliogaine. Son objectif est à présent d'atteindre l’héliopause, région située à la frontière entre la zone d'influence du Soleil et le milieu interstellaire, et d’en étudier les caractéristiques physiques. En juin 2011, la sonde envoie des données sur la nature du bouclier magnétique du Soleil, aux limites de l'héliosphère, indiquant qu'à 17,4 milliards de kilomètres celle-ci est une « sorte de bulle hétérogène de grande dimension » composée d'autres bulles d'environ une unité astronomique, soit un peu moins de 150 millions de kilomètres,.
En décembre 2011, la NASA annonce que la sonde est désormais proche de l'héliopause. En utilisant au printemps et au cours de l'été 2011 les instruments de Voyager 1 qui fonctionnent encore, la sonde a mesuré la vitesse du vent solaire, le flux des particules énergétiques ainsi que le champ magnétique engendrés par notre Soleil. D'après ces mesures Voyager 1 est entré dans une zone dite de stagnation dans laquelle l'influence du Soleil est contrebalancée par celle de l'espace interstellaire : le champ magnétique du Soleil se renforce, car les lignes du champ se resserrent sous la pression extérieure, le vent solaire est quasi nul tandis que les particules énergétiques émises par le Soleil se raréfient et celles issues du milieu interstellaire augmentent.

#### Dans le milieu interstellaire (depuis août 2012)

##### Sortie de l'héliosphère
| |  |
| Fin août 2012, les instruments de Voyager 1 détectent une chute du nombre de particules énergétiques issues du vent solaire (schéma de gauche) et une élévation du nombre de particules du rayonnement cosmique (à droite) indices de la sortie de la zone d'influence magnétique du Soleil. |  |

Après plusieurs échanges polémiques entre spécialistes, la NASA annonce finalement le 12 septembre 2013 que Voyager 1 a quitté un peu plus d'un an auparavant, autour du 25 août 2012,, 34 ans après son lancement, la région de l'espace placée sous l'influence directe du Soleil, l'héliosphère, qui se définit comme le champ d'action du vent solaire créé par notre astre. Cet événement est survenu alors que la sonde spatiale se trouvait à une distance de 121 unités astronomiques (environ 18 milliards de kilomètres) du Soleil. En quittant l'héliopause, cette région frontière aux contours mal définis, la sonde spatiale pénètre dans le milieu interstellaire dont le contenu (particules, rayonnement) n'est plus influencé par le Soleil. Cette nouvelle phase de la mission de la sonde va permettre d'obtenir des informations précieuses sur cette région de l'espace dans laquelle l'homme n'avait jusqu'à présent jamais envoyé d'engin. La sonde spatiale va effectuer les premières mesures directes des conditions physiques prévalant dans le milieu interstellaire, lesquelles devraient donner des indices cruciaux sur l’origine et la nature de l’Univers à grande échelle. Voyager 1 va pouvoir mesurer en particulier les caractéristiques des rayons cosmiques bloqués en grande partie par l'héliosphère. C'est en se fondant notamment sur l'augmentation de ce rayonnement mesurée par l'instrument PWS (Plasma Wave Science), recoupée par les mesures du champ magnétique que les responsables scientifiques de la mission ont abouti à la conclusion que la sonde spatiale avait quitté la zone d'influence magnétique du Soleil. Voyager 1 se trouve toutefois toujours sous l'influence gravitationnelle du Soleil et ne pourra s'en échapper que dans quelques dizaines de milliers d'années. À ce titre, la sonde spatiale se trouve toujours dans le Système solaire,.

##### Instruments deVoyager 1
Il était prévu d'éteindre en 2013 le dernier instrument de télédétection, le spectromètre ultraviolet UVS, qui effectue des observations de différentes sources d'ultraviolets (étoiles…). La NASA a pris des mesures pour prolonger la vie des instruments. Ainsi, le 1er décembre 2017, l'agence rallume quatre propulseurs de la sonde après 37 ans d'inactivité. Cela permettrait de gagner deux à trois années de longévité en réorientant les antennes de transmission vers la Terre.
En 2015, l'utilisation des gyroscopes devait être arrêtée et, à partir de 2020, les instruments scientifiques in situ devaient soit être éteints progressivement, soit fonctionner de manière alternée ; les instruments doivent être progressivement arrêtés pour faire face à l'affaiblissement de la source d'énergie électrique fournie par les trois générateurs thermoélectriques à radioisotope. En juillet 2019, un plan révisé de gestion de l'énergie a été mis en œuvre pour mieux gérer la diminution de l'alimentation électrique des sondes Voyager.
En mai 2021, Voyager 1 a détecté un signal faible, décrit comme le « bourdonnement persistant du gaz interstellaire »,.
En octobre 2023, la NASA a effectué une mise à jour du logiciel d'optimisation du propulseur de rotation et réorientation vers la terre.
Envoi et retour de confirmation de l'implémentation du correctif ont mis chacun 18 heures, le succès complet de l'opération doit être confirmé par une commande de la terre.

### Fin de mission

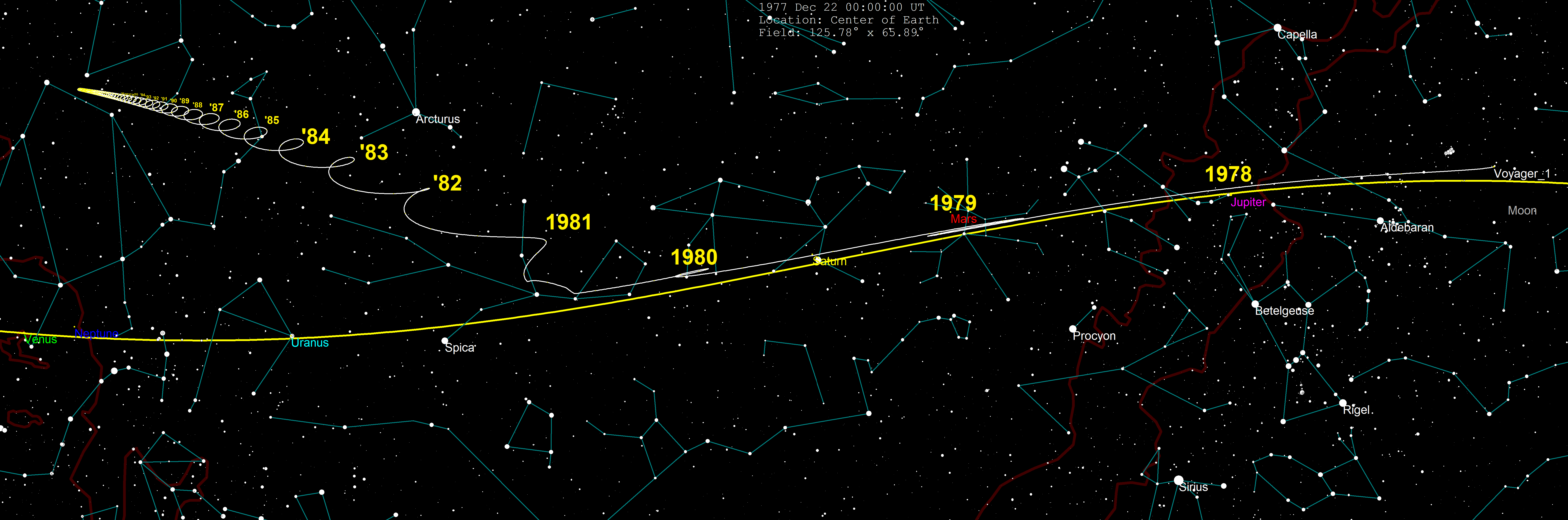
Trajectoire de Voyager 1, actuellement dans Ophiuchus.

Voyager 1 s'éloigne du Soleil à une vitesse de 3,5 unités astronomiques (environ 500 millions de kilomètres) par an, soit 16,6 km/s. Sa trajectoire fait un angle de 35° par rapport au plan de l'écliptique, au nord de celui-ci. Elle se dirige vers l'apex solaire, c'est-à-dire le groupe d'étoiles vers lequel se dirige le Système solaire lui-même. Dans quarante-deux mille ans, la sonde doit passer à 1,7 al d'une étoile mineure, AC+79 3888, située dans la constellation de la Girafe et plus connue sous le nom de Gliese 445,,,et en l'an 40272 à 1,7 année-lumière d'une étoile obscure dans la constellation de la Petite Ourse.

## Statut actuel

### Sonde
Mis à jour le 7 juillet 2025 à 6 h 55
|                               | Kilomètres            | Unités astronomiques | Années-lumière  |
| ----------------------------- | --------------------- | -------------------- | --------------- |
| Distance de la Terre          | 24 954 600 000 km     | 166,86 au            | 0,002 65 al     |
| Distance du Soleil            | 25 070 500 000 km     | 167,59 au            | 0,002 63 al     |
| Vitesse par rapport au Soleil | 17 km/s ≈ 61 200 km/h | 3,58 au/an           | 0,000 057 al/an |

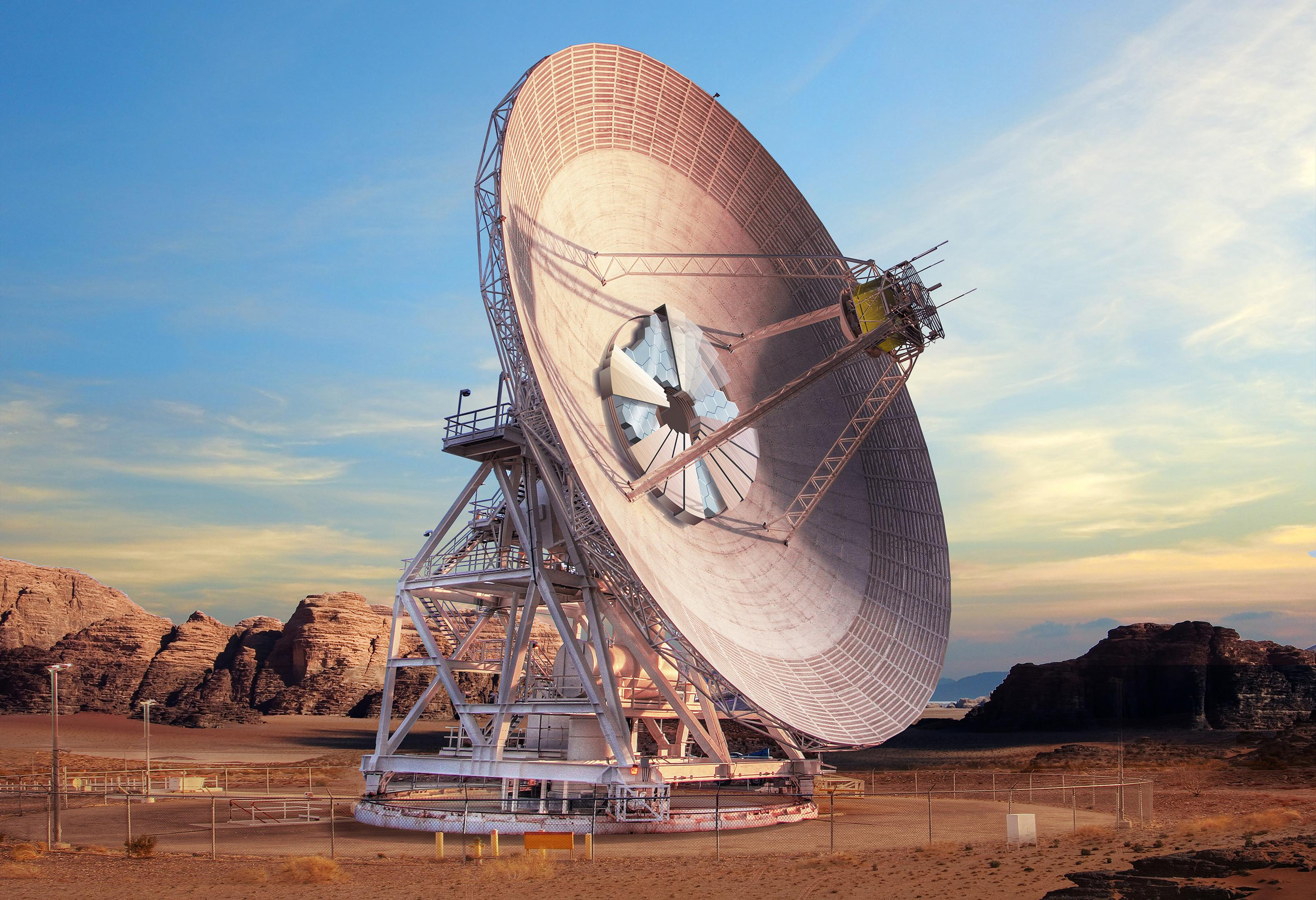
Une des antennes paraboliques terriennes bidirectionnelles du réseau Deep Space Network de la NASA.

La vitesse de la sonde étant élevée, la Nasa affiche sur Internet la progression en direct de son déplacement :
- table des positions actuelles[34] et jusqu'en 2030[35] ;
- temps de transit d'une communication aller : 23 h 10 min 55 s[32] ;
- carburant restant : 20,15 kg (environ 78 % utilisé) ;
- puissance du RTG : 260,1 W (environ 55 % de la puissance d'origine). Marge[Note 5] : 26 watts ;
- débit moyen des communications : 160 bit/s descendant, 16 bit/s montant (avec une antenne de 34 m du Deep Space Network)[36] ;
- débit maximal des communications : 1,4 kbit/s (avec une antenne de 70 m du DSN).

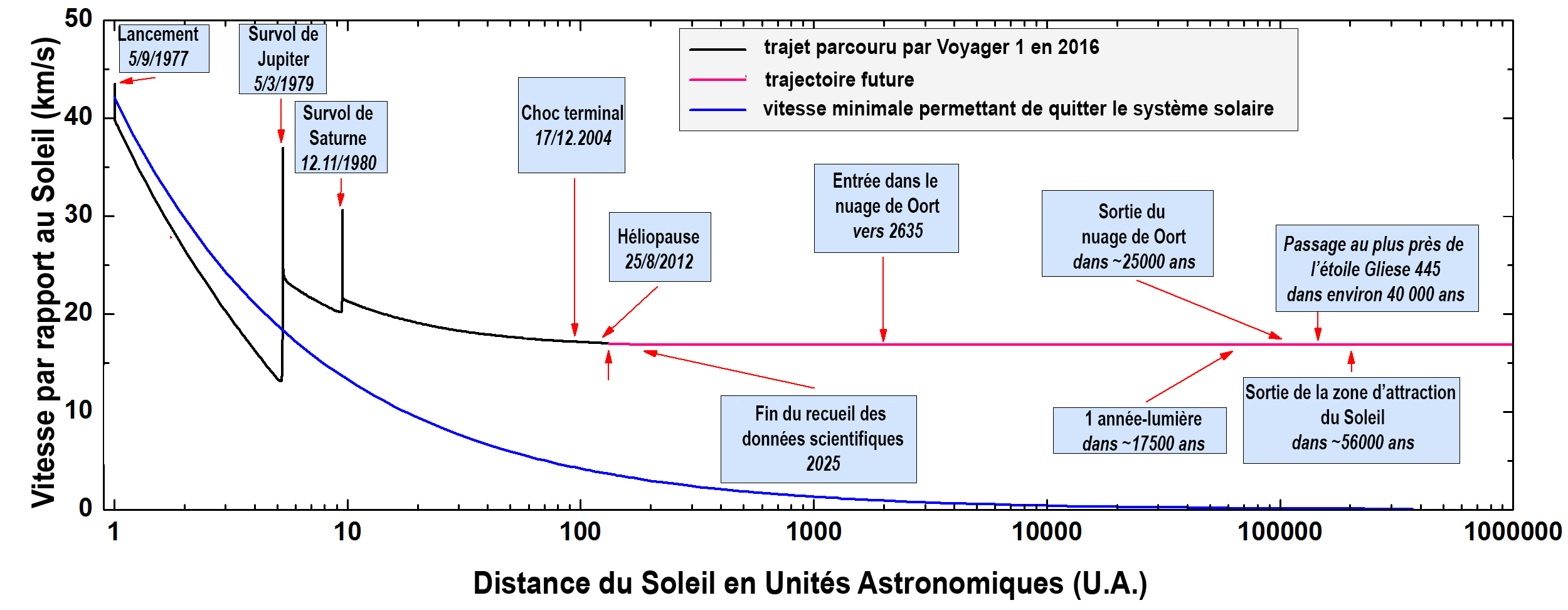
Trajectoire de la sonde spatiale Voyager 1 : vitesse et distance au Soleil (légendes en français).

| Année                                    | Kilomètres                           | Unités astronomiques | Années-lumière |
| ---------------------------------------- | ------------------------------------ | -------------------- | -------------- |
| 2025 (fin de la mission)                 | environ 24 931 703 618 km            | 166,65 au            | 0,002 al       |
| 2030                                     | environ 27 616 985 383 km            | 184,60 au            | 0,002 al       |
| 2040                                     | environ 32 987 548 913 km            | 220,50 au            | 0,003 al       |
| 2050                                     | environ 38 358 112 443 km            | 256,40 au            | 0,004 al       |
| 2100                                     | environ 65 210 930 093 km            | 435,90 au            | 0,006 al       |
| 2500                                     | environ 280 033 471 293 km           | 1871,90 au           | 0,029 al       |
| 3000                                     | environ 548 561 647 793 km           | 3666,90 au           | 0,057 al       |
| 5000                                     | environ 1 622 674 253 793 km         | 10 846,90 au         | 0,171 al       |
| 10 000                                   | environ 4 307 929 018 793 km         | 28 796,72 au         | 0,455 al       |
| 25 000 (sortie du nuage de Oort)         | environ 12 363 774 313 793 km        | 82 646,71 au         | 1,306 al       |
| 50 000                                   | environ 25 790 183 138 793 km        | 172 396,70 au        | 2,726 al       |
| 100 000                                  | environ 52 643 000 788 793 km        | 351 896,68 au        | 5,564 al       |
| 200 000                                  | environ 106 348 636 088 793 km       | 710 896,64 au        | 11,241 al      |
| 500 000                                  | environ 267 465 541 988 793 km       | 1 787 896,52 au      | 28,271 al      |
| 1 000 000                                | environ 535 993 718 488 793 km       | 3 582 896,31 au      | 56,654 al      |
| 5 000 000                                | environ 2 684 219 130 488 793 km     | 17 942 894,67 au     | 283,722 al     |
| 10 000 000                               | environ 5 369 500 895 488 793 km     | 35 892 892,62 au     | 567,556 al     |
| 225 000 000 (1er tour de la Voie lactée) | environ 2 977 000 000 000 000 000 km | 19 900 015 862,99 au | 314 669,14 al  |
| 460 000 000 (centre galaxie)             | environ 247 044 859 771 370 000 km   | 1 651 392 896,90 au  | 26 081 al      |

### Instruments
En jaune et vert, les instruments utilisables et utilisés, sauf mention contraire. Mis à jour le 7 mars 2025.
| Instrument                                     | Statut               | Désactivation (partielle ou totale) | Désactivation (partielle ou totale)                                                                        |
| Instrument                                     | Statut               | Date                                | Cause |
| ---------------------------------------------- | -------------------- | ----------------------------------- | --- |
| CRS (Cosmic Ray System)                        | Désactivé            | 25 février 2025                     | Économie d'énergie.                                                                                        |
| LECP (Low Energy Charged Particles instrument) | Opérationnel         |                                     | |
| MAG (Triaxial fluxgate Magnetometer)           | Opérationnel         |                                     | |
| PWS (Plasma Wave System)                       | Actif mais endommagé |                                     | Sensibilité réduite dans la partie haute des huit canaux de réception, récepteur en bande large endommagé. |
| PLS (Plasma Spectrometer)                      | Désactivé            | 1er février 2007                    | Performance dégradée.                                                                                      |
| ISS (Imaging Science System)                   | Désactivé            | 14 février 1990                     | Économie d'énergie.                                                                                        |
| IRIS (InfraRed Interferometer Spectrometer)    | Désactivé            | 3 juin 1998                         | Économie d'énergie.                                                                                        |
| PPS (PhotoPolarimeter System)                  | Désactivé            | 29 juin 1980                        | Performance dégradée.                                                                                      |
| PRA (Planetary Radio Astronomy investigation)  | Désactivé            | 15 janvier 2008                     | Économie d'énergie.                                                                                        |
| RSS (Radio Science System)                     | Désactivé            |                                     | |
| UVS (UltraViolet Spectrometer)                 | Désactivé            | 19 avril 2016                       | Économie d'énergie.                                                                                        |

### Investigations scientifiques en cours
En septembre 2013, les objectifs scientifiques de Voyager 1 portent sur l'étude du milieu interstellaire :
- mesurer la force et la direction du champ magnétique ;
- déterminer les caractéristiques des particules électriquement chargées de faible énergie ;
- déterminer les caractéristiques du rayonnement cosmique ;
- mesurer les caractéristiques des ondes du plasma.

La collecte des données s'appuie sur les instruments encore opérationnels hormis le spectromètre ultraviolet.
En 2019, une étude tirant parti de la présence de la sonde Voyager 1 en dehors de l'héliopause permet d'invalider l'hypothèse selon laquelle les trous noirs primordiaux seraient à l'origine de la matière noire de la Voie lactée. En effet, les trous noirs primordiaux auraient pu, en théorie, être à l'origine de la matière noire en exerçant des effets gravitationnels sur les particules environnantes. Cela aurait dû affecter la dynamique des rayonnements dans l'espace interstellaire. Plus spécifiquement, les trous noirs primordiaux auraient généré des effets observables sur les rayons cosmiques, des particules énergétiques qui seraient captées par Voyager 1. Or, l'étude a montré que les rayonnements cosmiques mesurés par Voyager 1 (au-delà de l'héliopause) ne présentaient pas de telles anomalies. Il n'y avait pas de traces significatives de perturbations gravitationnelles provenant de ces trous noirs hypothétiques. En l'absence de ces effets, cela a permis de conclure que les trous noirs primordiaux ne pouvaient pas être la source de la matière noire, comme certains l'avaient suggéré auparavant.

### Maintenance ultime

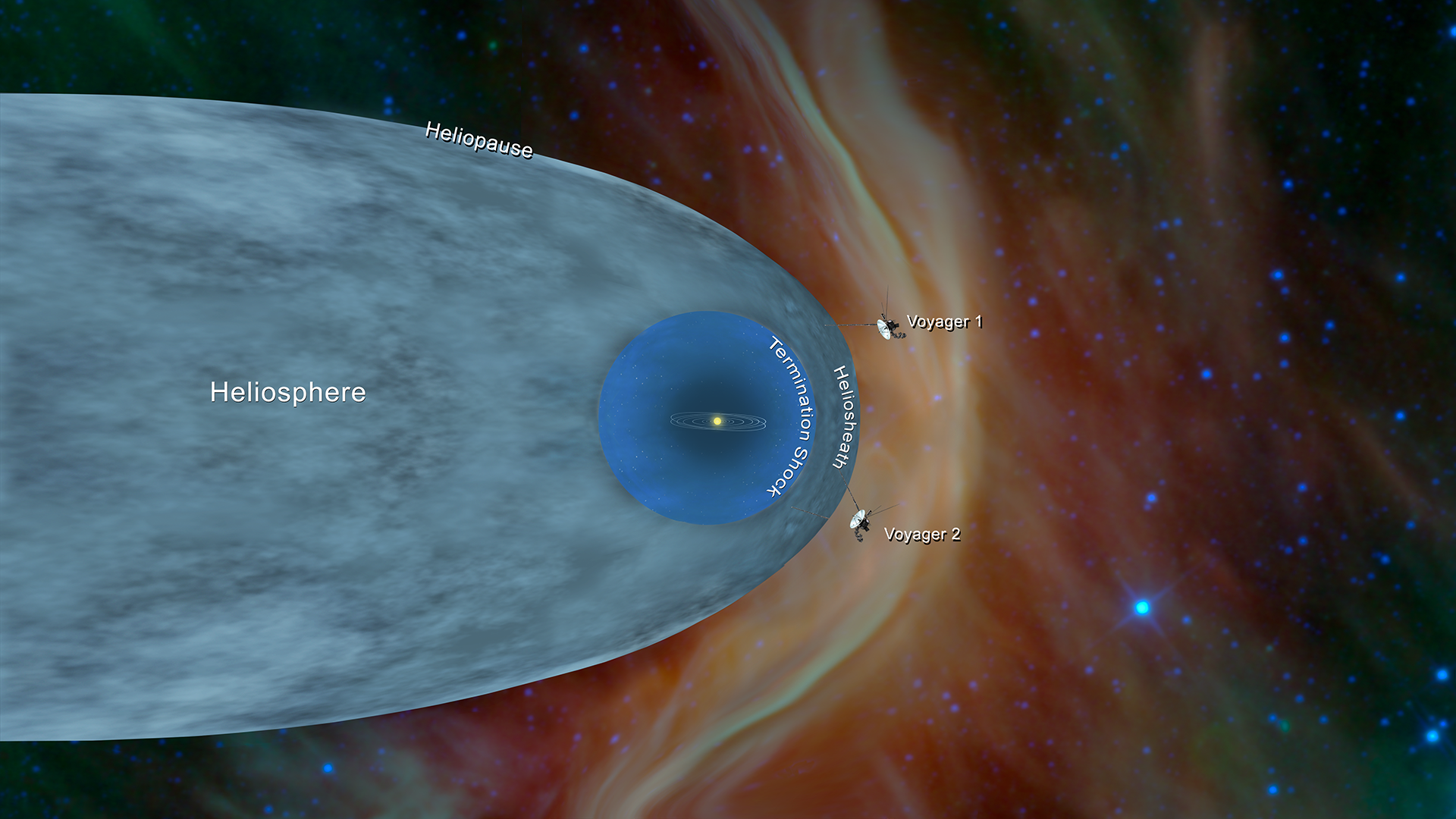
Positions de Voyager 1 et 2 en 2018.

Début janvier 2024, Voyager 1 transmet des informations brouillées. Le système chargé de mettre les données en ordre ne fonctionne plus. La NASA estime qu’il faudra plusieurs semaines pour reprogrammer la sonde et que la probabilité de réussite est faible, ce qui expose l'agence à la perte de tout contact avec l'engin. Le 20 avril 2024, après avoir contourné l'usage d'une puce défectueuse de l'ordinateur embarqué, l'équipe chargée de la mission reçoit à nouveau des données exploitables permettant de vérifier la santé et le statut de la sonde.
Au fil des années, les systèmes de propulseurs garantissant l'alignement de la sonde avec la Terre (indispensable pour établir la communication) se sont détériorés, obligeant les équipes à basculer de l'un à l'autre. En outre, de nombreux systèmes de chauffage ont dû être éteints pour économiser l'énergie disponible, rendant le dernier rallumage de propulseurs très risqué. Le 27 août 2024, les ingénieurs réussissent à réactiver un groupe de propulseurs en éteignant un système principal de chauffage de la sonde pendant une heure pour économiser son énergie. Le 20 mars 2025, ils parviennent à rallumer les propulseurs anti-roulis, dont le système de préchauffage était avarié depuis 2004, cette opération permettant de conserver l'alignement avec l'antenne de communication.